# Nukta
Das Nukta (Hindi नुक़्ता nuqtā, von arabisch نقطة nuqta, DMG nuqṭa ‚Punkt‘) ist ein diakritisches Zeichen der indischen Schriften. Das Nukta ist vom Aussehen her in den meisten indischen Schriften ein Punkt, der unter dem Konsonanten positioniert ist.
Das Nukta dient in den indischen Schriften zur Erweiterung des Alphabets um weitere Zeichen, ähnlich wie die diakritischen Zeichen des lateinischen Schriftsystems. Diese Zeichen können entweder für eine bestimmte Sprache relevant sein, oder zur Schreibung von Fremdwörtern (meist aus dem Urdu oder dem Englischen) verwendet werden. Zeichen mit Nukta werden in der ISO 15919-Transliteration gesondert behandelt.

## Darstellung auf dem Computer
Das Nukta des Devanagari ist am Codepunkt U+093C kodiert. Die Nuktas der anderen indischen Schriften sind in der Regel jeweils 80hex Stellen danach kodiert.